# الإنترنت في علبة
الإنترنت في علبة أو الإنترنت في صندوق (بالإنجليزية: Internet-in-a-Box)‏ ويُدعى اختصاراً IIAB، وهوَ عبارة عن مكتبة رقمية مُنخفضة التكلفة، تتكون مِن ذاكرة تخزين مَع نقطة وصول واي-فاي؛ والتي يُمكن للمستخدمين المتواجدين قُربها الاتصال بها.
منذُ عام 2012 حَصل عدد من التَغييرات في معدات وبرمجيات هذا الجِهاز، كما أنهُ تم تصغير مساحة المعدات والتخزين فيه، واعتباراً من عام 2017 أصبح الجهاز يتكون من رسبري باي مع بطاقة تخزين قابلة للاستبدال.
منذُ عام 2016، قامَ عدد من الأشخاص في قسم الدراسات العُليا في تخصص الصحة العامة في جامعة كولومبيا باستخدام هذا الجهاز في كلٍ من كوبا وَجمهورية الدومينيكان.

## المكتبة الرقمية
تتكون المكتبة الرَقمية من عدد من الوحدات، وتتضمن هذه الوحدة ويكيبيديا بلغة مُعينة وموسوعة ويكيبيديا الطبية وجزء من أكاديمية خان وَخريطة الشارع المفتوحة (خرائط أوبين ستريت).

## التاريخ
نمَت فكرة هذا الجهاز مِن مُشروع حاسوب محمول لكل طفل.

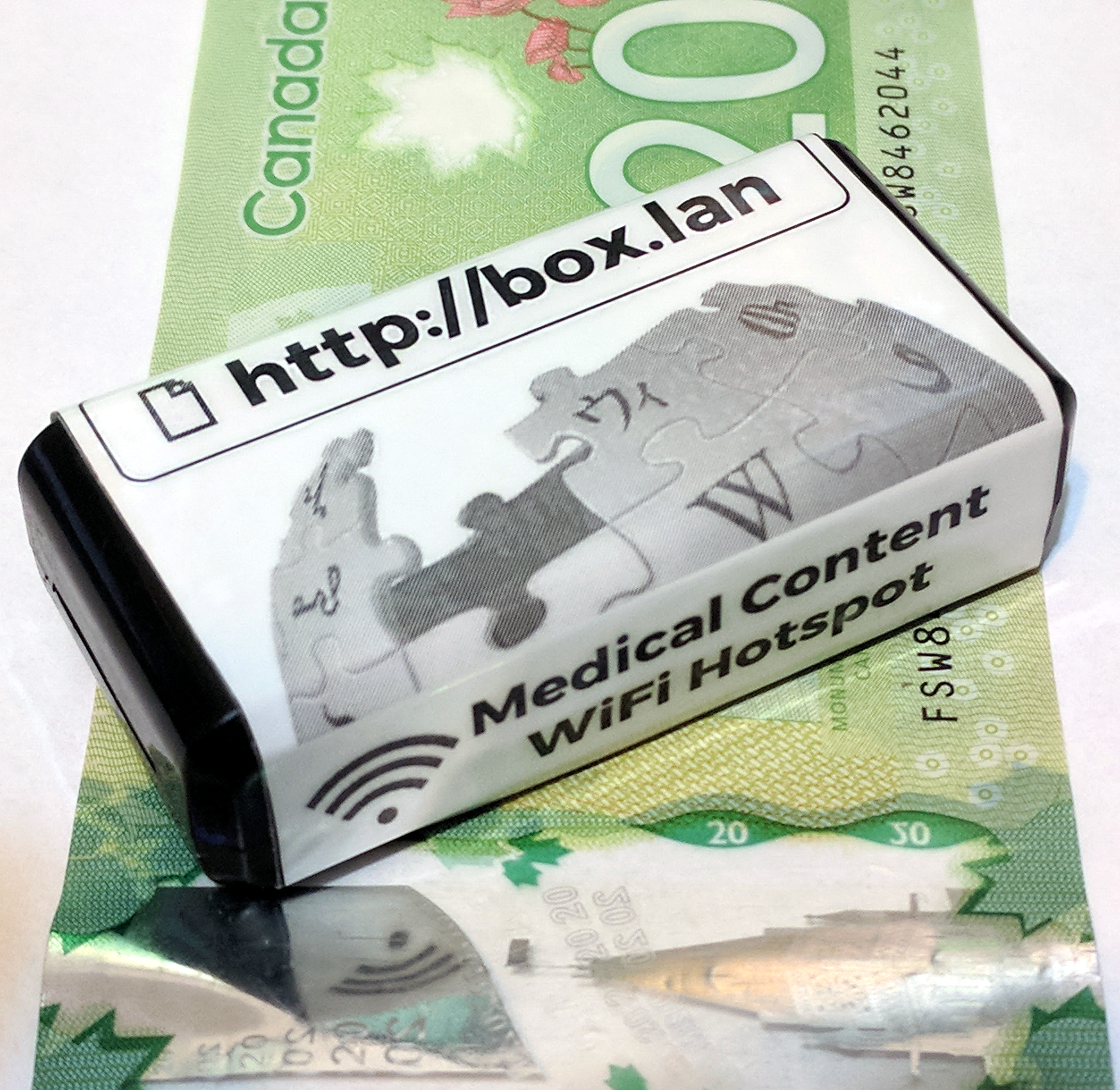
نسخة 2017 من الجهاز مع المحتوى الطِبي
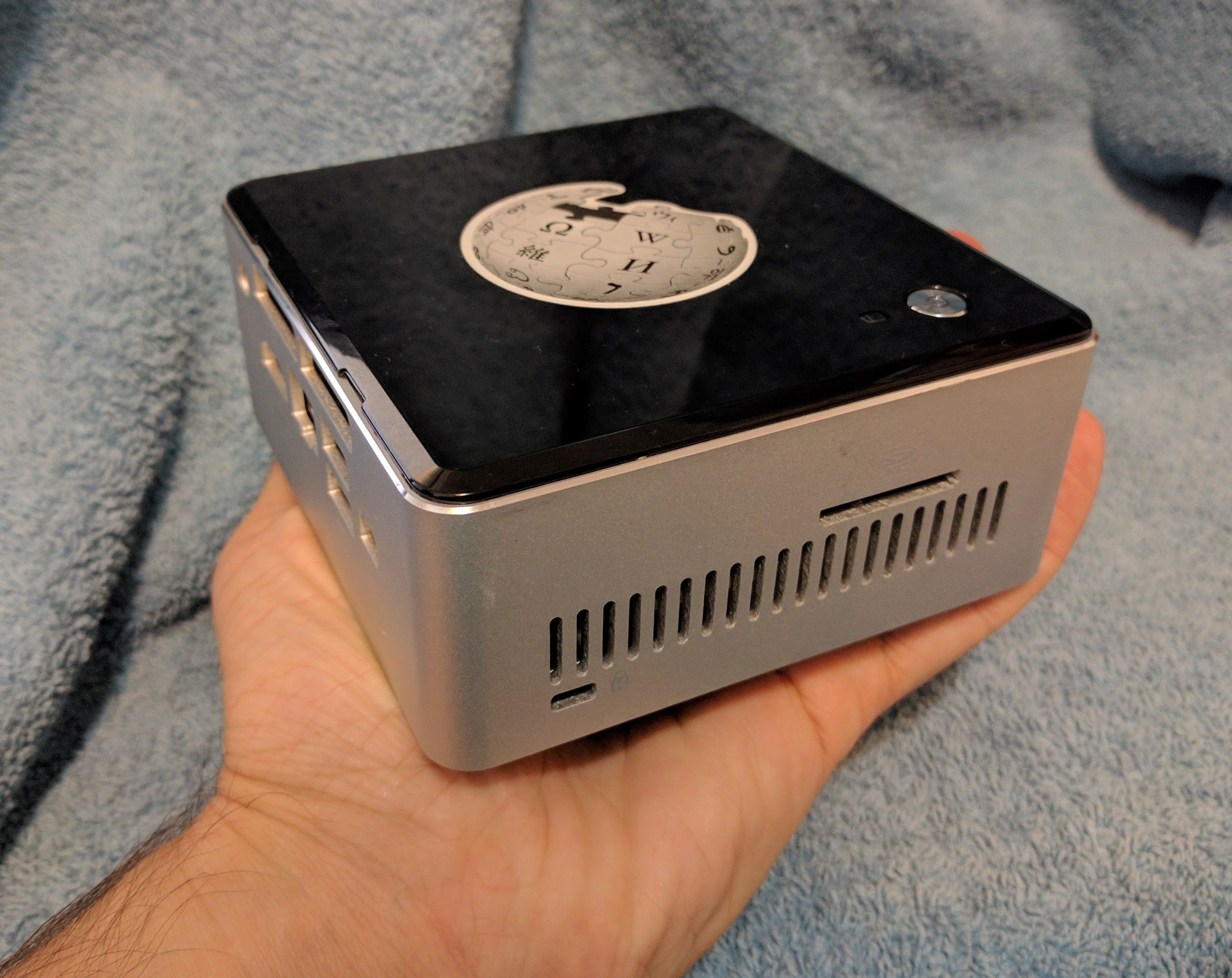
نسخة قديمة من محتوى ويكيميديا دون اتصال مع مُرسل واي-فاي.
- فيديو يُظهر الجهود المبذولة في جمهورية الدومينيكان
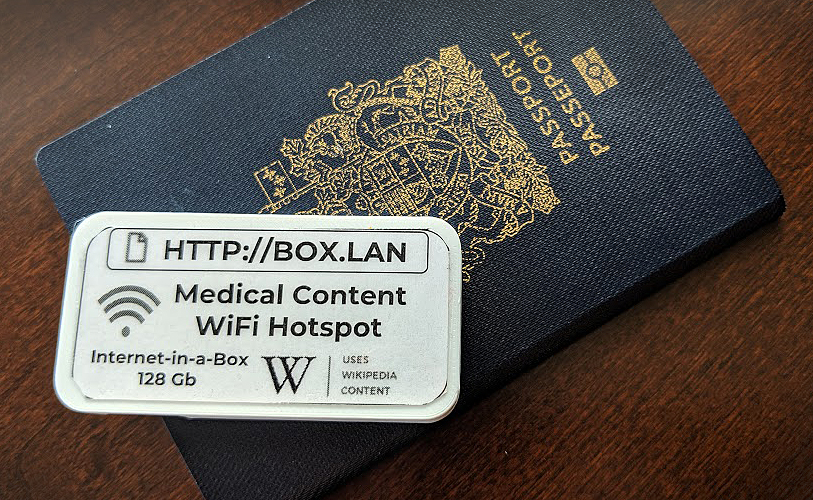
حجم نسخة 2019 من الإنترنت في علبة مقارنة مع حجم جواز السفر